# 村瀬加純
村瀬 加純（むらせ かすみ、2003年3月8日 - ）は、日本の女子ラグビーユニオン選手。

## プロフィール
- ポジションはロック(LO)、フランカー(FL)。
- 身長 166cm、体重 74kg
- 女子日本代表キャップは1。（2025年7月現在）

## 略歴
2021年、名南工業高校卒業後、日本体育大学に入学。
2024年、日本体育大学ラグビー部女子のFWリーダーに就任。
2025年、日本体育大学卒業後、東京山九フェニックスに加入。同年5月25日に行われた女子アジアラグビーエミレーツチャンピオンシップ2025女子香港代表戦にて途中出場で女子日本代表初キャップを獲得した。